# Cúcuta Deportivo
Cúcuta Deportivo Fútbol Club, más conocido simplemente como «Cúcuta Deportivo», es un club de fútbol colombiano de la ciudad de Cúcuta, Norte de Santander. Fue fundado el 10 de septiembre de 1924, siendo por ello uno de los clubes de fútbol activos más longevos de Colombia; concretamente el cuarto club más antiguo del país. Desde la temporada 1950 participa en el Fútbol Profesional Colombiano, año en el que ingresó al profesionalismo luego de un largo paso por el fútbol amateur y simultáneamente desde aquella temporada disputa sus partidos como local en el Estadio General Santander, con capacidad para 42 000 espectadores. Actualmente disputa la Categoría Primera B, el segundo nivel del sistema de ligas del fútbol colombiano.
Identificado por sus colores rojo y negro —de los que recibe el apelativo de «rojinegros»—, es uno de los clubes históricos de Colombia. Consiguió el título de campeón en el campeonato colombiano de primera división en la temporada 2006-II. Así mismo, tiene tres títulos de la segunda división, conseguidos en las temporadas de 1995-96, 2005 y 2018. Participó en la Copa Libertadores 2007, consiguiendo una destacada actuación continental llegando hasta semifinales, etapa en la que enfrentó a Boca Juniors de Argentina; y en la Copa Libertadores 2008, logrando otra buena participación, llegando hasta los octavos de final, etapa en la que enfrentó al Santos de Brasil. El 22 de noviembre de 2007 obtuvo diversos premios y reconocimientos por parte de la cadena de televisión Fox Sports edición Colombia debido a su participación en la Copa Libertadores 2007.
En 2012, la IFFHS elaboró el ranking de clubes de Sudamérica, con datos estadísticos de 2001-2012, en el que el Cúcuta se destacó como uno de los mejores equipos colombianos y el 92° a nivel continental del siglo XXI. Asimismo, ocupa el puesto 146° en la clasificación mundial de clubes de todos los tiempos según la IFFHS, siendo el quinto equipo colombiano mejor posicionado de la lista.
Su clásico rival es el Atlético Bucaramanga, con el que protagoniza el Clásico del oriente colombiano (en el cual, domina el historial de enfrentamientos). El Cúcuta tiene una de las hinchadas más grandes del país.
El 25 de noviembre de 2020, el Cúcuta Deportivo fue oficialmente desvinculado de la Dimayor debido a su liquidación, por lo que como medida preventiva se suspendió su acreditación en el fútbol profesional colombiano y no se le permitió participar en ningún torneo profesional. No obstante, el 20 de abril de 2022 la Dimayor confirmó la habilitación al Cúcuta para volver a jugar en el fútbol profesional colombiano, regresando a la segunda división.

## Historia
Dirigentes de la ciudad decidieron formar el 10 de septiembre de 1924 un equipo de fútbol al que llamaron «Cúcuta Foot-ball Club». Su primer uniforme fue de color blanco. Este equipo representó al departamento de Norte de Santander en varias competencias nacionales y departamentales.
En noviembre de 1926 el equipo realizó una gira en Venezuela enfrentando a la selección de Caracas el  23 de noviembre y el 25 de noviembre a la Guaira.
Aquel equipo (Cúcuta Foot-ball Club) fue la base que representó a Norte de Santander en los Juegos Olímpicos Nacionales (actuales Juegos Nacionales) que se disputaron en Cali en 1928. Durante el desfile inaugural el 20 de diciembre, el equipo usó una bandera roja y negra en homenaje al futbolista Ciro Cogollo, un ídolo del fútbol local, quien fuera asesinado unos días antes del evento y cuyo asesinato consternó a la sociedad de la época convocando para sus honras fúnebres a una gran cantidad de gente. 
Ese acto simbólico, así como el hecho de que la bandera de Cúcuta lleva esos colores determinó la elección del uniforme del equipo.

### Años 1950
En 1950 inicia su participación en el campeonato profesional con el equipo conformado por: Pedro «carruja» Díaz, Pablo Mendoza, Gallito Contreras, Julio Terra, Marcos «gorilo» Ortiz, «terremoto» García, Juan José Tulic, Alcide Mañay, Juan Barbieri, «chino» Pérez Luz, Luis Orlando, Roberto Serrano, Luis Alberto «marciano» Miloc, Juan «chalamu» Barbosa, Carlos Zunino, Abraham González, Ramón Alberto Villaverde y Juan Delucca, para su primer año contrata 12 jugadores de nacionalidad uruguaya.
En este primer torneo gana su primer partido oficial como profesional al desaparecido club Sporting de Barranquilla 2:1 por el campeonato del fútbol profesional colombiano, lo disputó en 1950 cuando este deporte entraba en sus albores en Colombia con la llegada de grandes estrellas venidas del sur del continente y plasmaron su magia deleitando al público con su juego. Según los periódicos de la época asistieron 10 000 aficionados que fueron a ver el estreno de la legión uruguaya en cabezada por Tulic, Terra, Zunino, Villaverde, Barbieri y Miloc, como las grandes contrataciones del once rojinegro.El partido lo ganó Cúcuta (2-1) Ha pasado mucho tiempo y el coliseo ubicado en barrio Lleras entre avenidas tercera y primera ha tenido cambios en su estructura.
Ese día jugaron: “Juan José Tulic (arquero), Ulises Terra, Luis ‘Gallito’ Contreras, fue el primer jugador que Colombia exportó hacia Venezuela y jugó para el Litoral de Caracas, haciendo pareja con Antonio ‘Pachacho’ Mariscotti, que también jugó en Millonarios. Lo que hoy se llama “diez”, era el cinco- y jugaba Alcides Mañay, Cajurra, el otro era ‘El Negro’ Luz, y el ‘Mono’ Zabransky, argentino, muy buena persona. Adelante iban: Zunino, Abraham González, Luis Alberto Miloc, Ramón Alberto Villaverde, que murió en España y De Luca”. Vence en ese mismo año en condición de visitante en el primer clásico del oriente al Atlético Bucaramanga 1:0, el gol lo marcó Luis Alberto «marciano» Miloc. Finalizó en el puesto 5 entre 16.
Para 1951 contrata a dos de los protagonistas uruguayos del Maracanazo Schubert Gambetta y Eusebio Tejera, convirtiéndose en el único equipo colombiano en tener en su plantilla a dos campeones del mundo, en aquel año finaliza tercero entre 18. Fue invitado a jugar el torneo de inauguración del Estadio Olímpico Atahualpa, donde quedó campeón de ese certamen.
Entre 1952 y 1953 se presenta la primera gran crisis económica del equipo. Resueltos a no desaparecer, los dirigentes organizan la primera gira de exhibición por territorio centroamericano. El Salvador, Guatemala y Costa Rica observan la gira del equipo y recaudan suficiente dinero para mantenerse durante la temporada. Ese año vino el primer jugador de origen europeo al club, el húngaro Zsengeller.
Para 1954 la crisis monetaria es inaguantable y el equipo no jugó el torneo, su retorno se produce en 1955, ubicándose en el octavo lugar del campeonato. En 1958 aparece el primer gran ídolo local, Rolando Serrano. quien integró la primera selección Colombia de fútbol en un Mundial.

### Subcampeón de la liga colombiana
En 1964 se produce hasta la fecha la segunda mejor participación del Cúcuta Deportivo. Bajo la gerencia de Marino Vargas Villalta se logra el subtítulo en el campeonato profesional terminando a solo un punto de Millonarios. La nómina de 1964 la conformaron: Heriberto Solís, Alejandro Sinisterra, Mario Sanclemente, Marco Tulio Niño, Omar «el sordo» Ayala, Carlos Ariel Zas, Juan Díaz, Víctor Pignanelli, Julio Castillo, Germán González, Cleto Castillo, Elías Rincón, Julio Brucessi, Julio Castillo, Alfonso «culebro» Rojas, Rolando Serrano, Walter "cata" Roque, Guillermo Pedra, Manuel «tinta» González, Omar Verdum, Delfino Sasia, Gilberto «palomo» Ramírez, René Tineo Olaza y Alfonso Nuñez, el director técnico fue Francisco «Pancho» Villegas.

### Años 1970
En 1971 el cuadro motilón realizó una buena campaña terminando en la quinta posición. Los argentinos Hugo Horacio Lóndero, Jorge Drago y Carlos Miguel Dizz alinearon con el elenco local.
Se habla de un Cúcuta para el año de 1978 con grandes estrellas: Abel Dagracca, Carlos Miguel Dizz, Camilo Aguilar, Juan Ramón Verón, Héctor Jorge Roganti, Hilario Bravi, Héctor Luis Rando, Darío López y «Tumaco» González. Ahí apareció uno de los mejores jugadores del fútbol colombiano, Arnoldo «El Guajiro» Iguaran. Verón fue el máximo goleador del equipo con 21 tantos.

### En el descenso
Desde el año de 1985, con excepción del año 1988 cuando se ubicó de octavo entre 15 equipos, el Cúcuta Deportivo no abandonó los últimos lugares de la tabla de posiciones. Después de salvarse del descenso en 1993, y de una campaña decorosa en 1994, en 1995 el Cúcuta ocupa el decimosexto lugar en la tabla de posiciones y, por ello, perdió la categoría, dejándole su lugar al Deportivo Unicosta. Un año después, en la temporada (1995-96), ganó el torneo de la Primera B. En la temporada 1996-97) volvió a quedar último en la tabla de posiciones y también en la de promedio. En el Torneo Adecuación 1997, estuvo cerca de retornar a la máxima categoría después de ser subcampeón, detrás del Atlético Huila.

### En la estancia en el Torneo de Ascenso
En 1998 queda penúltimo con los mismos puntos de Real Floridablanca que descendió a la Tercera división.
La temporada de 1999 fue la peor campaña de toda su historia. Denominado como Cúcuta 2001 por problemas con la ficha de profesionalización, ocupó el puesto 16 entre 16. Disputaron 20 partidos, de los cuales ganó 2, empató 5 y perdió 13. Anotaron 23 goles y recibieron 49, fue enviado a la primera C, despedido con una goleada de parte de Deportivo Rionegro por 9-1. Por ser miembro de la dimayor no descendió a la Categoría Primera C, ya que no era permitido que un equipo afiliado a la Dimayor estuviera en una categoría inferior a la Primera B. En el 2000 el equipo clasifica séptimo en el todos contra todos jugados 20 partidos y en el cuadrangular semifinal queda tercero.
En la temporada 2001 quedó sexto en el todos contra todos; en el cuadrangular semifinal quedó tercero del grupo. Este mismo año se juega el triangular de Ascenso, creado para otorgar dos cupos más de ascenso y aumentar a 18 la cantidad de equipos de la primera división. Este se jugó en la ciudad de Cartagena entre el equipo descendido del campeonato colombiano, que fue el Atlético Bucaramanga, y dos equipos que ya estuvieron en la Categoría Primera A, que eran Unión Magdalena y Cúcuta Deportivo. Al final del triangular ascendieron Unión Magdalena y Atlético Bucaramanga. el equipo Atlético Bucaramanga se quedó con el otro cupo a la Categoría Primera A para la temporada 2002.
En 2002 el equipo rojinegro quedó tercero de la zona centro y en el cuadrangular final quedó también tercero. En el 2003 queda en la posición 14 del todos contra todos.
En la Temporada 2004  el equipo finalizó en cuarto lugar el todos contra todos y en segundo lugar del grupo en cuadrangulares, quedando fuera de la final de ascenso. Este cuadrangular se vio envuelto en un posterior escándalo por un presunto arreglo de partidos del Valledupar Fútbol Club en beneficio del Real Cartagena y que perjudicó al Cúcuta.

### El regreso
En el año 2005, bajo el mando del entrenador Álvaro de Jesús Gómez, se coronó finalmente campeón después de quedar primero del todos contra todos, ganar su cuadrangular y de vencer en la final al equipo antioqueño Bajo Cauca F. C.
En el Torneo Apertura clasificó a los cuadrangulares en el segundo puesto, pero fue eliminado por el Deportivo Pasto.

### Campeón del Torneo Finalización 2006
El 20 de diciembre de 2006 se coronó por primera vez campeón del fútbol profesional colombiano en la mejor campaña de toda su historia realizada en el Torneo Finalización donde quedó sexto de la tabla de posiciones con 31 puntos, luego logró quedar líder del grupo B con diez puntos superando a Independiente Medellín, Millonarios y Atlético Huila, en la cual además consiguió su primera clasificación a la Copa Libertadores de América para la edición 2007 bajo la dirección de Jorge Luis Pinto, que sería el técnico de la Selección Colombia para el año siguiente. En la reclasificación del año acabó primero.
La final se jugó contra el Deportes Tolima en un partido de ida y vuelta primero en Cúcuta, el 17 de diciembre en el que el equipo motilón ganó por la mínima diferencia gracias al gol anotado por el antioqueño Rodrigo Saraz (1:0) y posteriormente en Ibagué, con un marcador de 1:1 con goles convertidos por el barranquillero Macnelly Torres por Cúcuta y Yulián Anchico por el Deportes Tolima, (2:1 en el resultado global), se proclamó campeón del torneo de fin de año.
En esa exitosa campaña sobresalieron jugadores como el goleador panameño Blas Pérez, los uruguayos Roberto Bobadilla, Charles Castro, y los colombianos Macnelly Torres, Nelson Flórez, Lincarlo Henry, Róbinson Zapata, Lionard Pajoy, entre otros.
| Alineación: - Robinson Zapata - Braynner García - Pedro Portocarrero - Walter Moreno - Joe Luis Raguá - Charles Castro - Nelson Flórez - Jarin Asprilla - Macnelly Torres - Roberto Bobadilla - Blas Pérez - DT: Jorge Luis Pinto |  | Campeón Finalización 2006 ZAPATA GARCÍA P.CARRERO RAGUA MORENO CASTRO ' TORRES' FLÓREZ ASPRILLA BOBADILLA PÉREZ |
| Campeón Finalización 2006 ZAPATA GARCÍA P.CARRERO RAGUA MORENO CASTRO 'TORRES' FLÓREZ ASPRILLA BOBADILLA PÉREZ |  | |

### Semifinalista de la Copa Libertadores 2007[91]
Cúcuta Deportivo clasificó como campeón del Torneo Finalización 2006 a la edición de la Copa Libertadores 2007, ubicado en el Grupo 3 junto a Deportes Tolima (Colombia), Grêmio (Brasil) y Cerro Porteño (Paraguay).
Su primer partido como local lo disputó en el Estadio General Santander, contra el Deportes Tolima, y terminó 0:0. Luego Viajó a Porto Alegre, Brasil, para enfrentarse con Gremio; el partido finalizó 0:0. Posteriormente recibió en Cúcuta al Cerro Porteño y el partido finalizó 1:1. En la segunda vuelta de la ronda de grupos, tuvo los siguientes resultados: Con Cerro Porteño perdió 1:2, luego derrotó 3:1 a Gremio y finalizó con una victoria épica contra Deportes Tolima 3:4 en partido disputado en Ibagué.
El Cúcuta Deportivo clasificó a la tercera ronda de la competición en la que se enfrentó con Toluca (México), y lo derrotó con un marcador global de 5:3 (5:1 en Cúcuta y 0:2 en Toluca). Convirtiéndose así, en el primer equipo colombiano que logra eliminar un equipo mexicano de la Copa Libertadores, en anteriores ediciones los mexicanos siempre habían eliminado los equipos colombianos.
En cuartos de final del torneo, Cúcuta Deportivo derrotó a Nacional de Uruguay en el marcador global por 4:2 luego de vencerlo en Cúcuta por 2:0, con goles de Blas Pérez y Macnelly Torres y de igualar 2:2 en Montevideo con goles de Rubén Darío Bustos y Leonard Pajoy.
Los dirigidos por Jorge Luis Bernal vencieron en el partido de ida por semifinales, el 31 de mayo, a Boca Juniors en condición de locales 3:1 con dos goles de Blas Pérez y uno de Rubén Darío Bustos, de tiro libre. El partido de vuelta se jugó el 7 de junio en La Bombonera, donde el equipo argentino derrotó 3:0 de forma contundente al Cúcuta Deportivo. El Cúcuta Deportivo fue considerado el equipo sorpresa en la Copa Libertadores 2007 y siendo su mejor participación en este certamen.
En el Torneo Apertura de ese año nuevamente llega hasta los cuadrangulares semifinales, pero es eliminado por el Atlético Huila, mientras que en el Finalización llegó nuevamente a los cuadrangulares, pero fue eliminado rápidamente por Atlético Nacional. Se destaca en la campaña de ese año su invicto como local.

### Copa Libertadores 2008
Para esta edición de la Copa Libertadores el Cúcuta Deportivo obtiene su pase por ser el segundo mejor ubicado en la tabla de reclasificación de la  temporada 2007 los dirigidos por Pedro Sarmiento son sembrados en el Grupo 6 junto a Santos (Brasil), Chivas de Guadalajara (México) y San José de Oruro (Bolivia).
Hace su aparición como local el día 13 de febrero en el Estadio General Santander, enfrentándose al Santos de Brasil encuentro que terminaría 0:0. Su segundo encuentro en esta edición sería también de local y se disputaría el 28 de febrero, contra el San José de Oruro, partido que terminaría por idéntico marcador que el anterior 0:0.
Luego viajó a Guadalajara, México, para enfrentarse el 11 de marzo a las Chivas de Guadalajara en el mítico Estadio Jalisco; el partido finalizó 0:1 a favor de la escuadra roja y negra, sería la primera victoria por Copa Libertadores de un equipo colombiano en tierras aztecas. Posteriormente recibió el día 27 del mismo mes en el Estadio General Santander de Cúcuta al equipo mexicano, partido que finalizó 1:0 con triunfo 'motilón' dejando prácticamente a la escuadra 'manita' por fuera de la siguiente fase.
Aún faltaba otra hazaña por conseguir y sería en tierras bolivianas, enfrentándose al San José de Oruro el día 8 de abril con una victoria contundente de 2:4 para el Cúcuta Deportivo, sellando de esta manera su paso a la siguiente fase de la Copa.
Finalizaría la ronda de visitante el día 16 de abril contra el Santos de Brasil, partido que empezó ganando la escuadra 'motilona' pero que terminó en victoria a favor del equipo brasileño por 2:1.
Cúcuta Deportivo clasificó a octavos de final, donde debió enfrentar de nuevo al Santos de Brasil, debido a que el Cúcuta Deportivo fue el 7° equipo mejor clasificado de los primeros de cada grupo y el Santos el 2° equipo mejor clasificado de los segundos de cada grupo. El marcador de los encuentros de ida y vuelta no fueron favorables para el club colombiano que cayó 0:2 en Brasil y 0:2 en Cúcuta, siendo este el primer y único partido que ha perdido como local.
En el Apertura quedó eliminado de los cuadrangulares, siendo noveno, mientras que en el finalización su campaña fue peor, al quedar último (puesto 18°).

### 2009-2011
En el Apertura 2009 clasificó de nuevo a los cuadrangulares, aunque en estos quedó eliminado por el Junior. En el Finalización no hizo una buena campaña al quedar en el puesto 16, y tuvo como consecuencia el acecho del descenso para el año 2010, ya que iba a empezar este año como último en la tabla del descenso.
En el Apertura 2010 quedó eliminado en el puesto 13, pero en el Finalización hizo una muy buena campaña clasificando a los cuadrangulares, donde quedó eliminado por el campeón Once Caldas. En el Apertura 2011 clasificó octavo a los cuadrangulares, luego de un partido polémico ante el Boyacá Chicó en la fecha 18 del todos contra todos, pero quedó eliminado por el Deportes Tolima en cuartos de final. Su campaña en el Finalización fue peor, ya que volvió a quedar último en el todos contra todos. Pese a que no tuvo problemas con el descenso en este año, la campaña del finalización lo iba a dejar comprometido para el 2012.

### Temporada 2012
Para el Torneo Apertura 2012, el equipo motilón contrata a jugadores como Jorge Bolaño, Martín Morales, Jairo Suárez, Carlos Herrera, Carlos Barahona, Elkin Serrano, Martín Edwin García, Henry Samir Palacios entre otros.Comandados por el argentino Juan Carlos Díaz el equipo consiguió más derrotas que victorias a tal punto que los directivos tuvieron que cambiar de entrenador.El 17 de marzo de 2012 Oscar Héctor Quintabani tomaría las riendas del equipo para poder salvarlo del descenso, el último partido del equipo motilón en la primera fase sería frente al Deportivo Pasto quedando empatado 2 a 2, fue así que el equipo finalizó en los últimos puestos de la Tabla de Clasificación y Descenso.
Para el Torneo Finalización 2012 el equipo se trasladó temporalmente a Yopal (Casanare), debido a los arreglos que se realizaron al Estadio General Santander de Cúcuta con motivo de la celebración de los Juegos Nacionales. El club decidió seguir con el mismo técnico por lo cual se trajeron nuevos jugadores como Henry Hernández, Jairo Patiño, Mateo Fígoli, Damián Malrechauffe, Luis Estacio, Leonardo Castro, Juan Camilo Angulo, Jhon Lozano y Javier Flórez. El escenario deportivo donde jugó de local era el Estadio Santiago de las Atalayas de la capital de Casanare. Allí el equipo estuvo 5 meses hasta que el 4 de noviembre el equipo regresa a su estadio natal en Cúcuta en un choque frente al Deportes Quindío al cual derrota 1 gol a 0 con gol del Henry “Diablito” Hernández.En esa segunda fase el equipo ocupó la 9.ª posición quedando por fuera de los cuadrangulares finales pero con la chance de jugar el partido de la serie de promoción frente al América de Cali y también quedando como goleador del Torneo a Henry Hernández con 9 goles.
El día 7 de diciembre del 2012 el Cúcuta Deportivo vencería al América de Cali en la ciudad de Cali 4 a 1 con goles de Uribe (4'), Bueno (48'), Lozano (55') y Flórez (90') descontaría Rubén Bustos (45+1). El 12 de diciembre del 2012 se jugaría el partido de vuelta en la ciudad de Cúcuta donde el equipo rojinegro con gol de Víctor Uribe (39') abriría el marcador pero llegaría Héctor Hurtado (79' y 85') que logró los dos goles para los americanos que no lograron dar vuelta al partido de ida.

### Temporada 2013
Para disputar el Torneo Apertura 2013 de este año se sigue trabajando con el mismo entrenador Guillermo Sanguinetti y se dejaría una buena base para disputar el campeonato y alejarse más del tema del descenso, con esa base ya lista se vincularía a la institución jugadores como Rodrigo Soria, Darío Alberto Bustos, Luis Payares, John Stiven Mendoza, Miguel Montaño y Javier Araujo. El primer partido del onceno motilón fue frente al Itagui Ditaires quedando 0 a 0. En toda la competencia se lograron buenos triunfos como 3 a 1 frente al Patriotas Boyacá de visitante, al Corporación Club Deportes Tolima 2 a 1, al Junior de Barranquilla 3 a 0 de Visitante pero después llegaron una series de derrotas y empates que le quitaría la posibilidad al equipo motilón de poder entrar a la fase final y quedando muy mal en la Tabla de descenso.
Para el Torneo Finalización 2013 el onceno Motilón entraría en crisis, primero dejarían el club jugadores como Henry Hernández, Mateo Figoli, Luis Estacio y más tarde lo haría el propio entrenador quien se marcharía por falta de presupuesto del club. Al suceder todo esto se contrató como Nuevo Director Técnico a Álvaro Aponte y a jugadores como Rubén Darío Bustos, James Castro, John Córdoba, Jeison Quiñonez, Milton Rodríguez, Jaime Córdoba y el regreso del defensa central Walter Moreno. Pero se venía la crisis, cuando el estratega vallecaucano con solo un mes dirigiendo al equipo motilón abandonaría al equipo por problemas con ciertos jugadores, al ver esto los directivos contrataron a Julio González Montemurro como su nuevo entrenador y al delantero también de procedencia uruguaya Gonzalo Pizzichillo. El equipo seguiría por la misma senda de derrotas hasta que ganándole al Alianza Petrolera 2 a 0 después empatando 2 a 2 al Atlético Huila después derrotando al Independiente Santa Fe 1 a 0 y por último ganándole al Atlético Nacional en el estadio Atanasio Girardot 2 a 1 con un gol de Leonardo Castro a lo último del partido, el equipo de González lograría salvarse del descenso directo y jugar la serie de promoción con el subcampeón del Torneo Postobon el cual sería Fortaleza FC.
El día 7 de diciembre del 2013 el Cúcuta Deportivo juega el primer partido de la serie de promoción 2013 contra el Fortaleza FC en la ciudad de Bogotá, teniendo un pobre desempeño dando como resultado la derrota 2-0. El partido de vuelta se jugó el día 11 de diciembre en el Estadio General Santander de la ciudad de Cúcuta, a pesar de tener un buen desempeño, el Cúcuta Deportivo obtuvo la victoria por la mínima diferencia lo cual no le alcanzó para conservar la categoría, ya que el marcador global quedó 2-1 a favor de Fortaleza FC. En la temporada 2013, el club evitó el descenso directo con un gol de Leonardo Castro para vencer al Atlético Nacional, por lo que disputará por segundo año consecutivo la serie de promoción.

### Temporada 2014
En el 2014, el Cúcuta Deportivo volvió a la Categoría Primera B del fútbol profesional colombiano siendo la tercera vez que desciende de categoría. En la Copa Colombia llegó hasta octavos de final, cayendo en esa fase por Independiente Santa Fe. En toda la temporada consiguió entrar a los dos cuadrangulares finales, en la I temporada el Llaneros F.C lo eliminó mientras que en la II temporada quedó igualado en puntos con el Deportes Quindío pero por el ítem de desempate quedó eliminado el conjunto motilón.
Cúcuta Deportivo llegó a los cuadrangulares finales del pasado Torneo Postobón 2014-II como uno de los posibles finalistas, sin embargo, el fútbol de sus rivales superó al equipo 'motilón' y lo confinó a permanecer durante más tiempo en Segunda División.
El conjunto nortesantandereano la pasada campaña disputó 44 partidos en total, con 21 partidos ganados, 10 empatas y 13 derrotas. Logró una marca de 49 goles a favor contra 43 en contra, teniendo media de anotaciones por partido de 1.11 contra la media de goles que le encajaron de 0.98, por encuentro.
En la estadística, los dirigidos por José Suárez tuvieron rendimiento de 55.3% en el 2014. Fueron protagonistas en los dos torneos, sin embargo, no lograron acceder a ningún título. Por ello, es importante alcanzar el ascenso en este cuadrangular.Dicho esto, desde diciembre, el 'doblemente glorioso' ha empezado a prepararse para este Cuadrangular de Ascenso.

### Cuadrangular de ascenso 2015
Concentrados en Bogotá, de la mano de José Alberto Suárez, la plantilla empezó a trabajar para superar tres partidos que los separaban de la máxima división del fútbol colombiano. En el 2015, el equipo juega los Cuadrangulares de ascenso de Colombia de 2015 para poder pelear uno de los dos cupos que se dan para subir a la Categoría Primera A, para dichos Cuadrangulares el equipo trabajará del 10 al 23 de diciembre, tendrán un receso hasta el 26, regresarán a concentración del 26 al 30 y retornarán nuevamente el 2 de enero.
Para disputar los Cuadrangulares de ascenso de Colombia de 2015 se traen a jugadores como Gerardo Bedoya, Edwards Jiménez, Marco Lazaga, Cristian Canga y al argentino Franco Sosa pensando en poder logar el Ascenso y poder volver a jugar en la Categoría Primera A. EL Equipo rojinegro quedó ubicado en el Grupo A junto al Club Atlético Bucaramanga, Deportes Quindío y Real Cartagena, debutando contra el equipo de la “Heroica” en el Estadio Metropolitano de Techo a las 20:00 h (-5 GMT).
Por la primera fecha de los cuadrangulares de ascenso, el onceno «motilón» logra una contundente victoria ante el Real Cartagena de 3 tantos contra 0, anotaciones logradas por Gerardo Bedoya, José Lloreda y Edwards Jiménez, logrando así los primeros tres puntos en su primera salida.
En su segunda salida, ante su clásico rival, el Cúcuta Deportivo, logra derrotar al Atlético Bucaramanga por un marcador de 2-0, colocándose de esa manera en la cima del cuadrangular A y consolidándose como el más fuerte aspirante a lograr el tan anhelado ascenso primera división, todo se definió en la última fecha tras enfrentar al Deportes Quindío, escuadra que también ganó sus primeros encuentros. La final del grupo A finalizó (3 - 3) pero debido a obtener diferencia de gol, los cucuteños ascendieron a la máxima categoría del fútbol nacional. Como hecho importante esa noche destaca que el segundo gol del Cúcuta fue anotado con la mano por el jugador Marco Lazaga, lo que fue ampliamente protestado por el Deportes Quindío, pero al final el árbitro validó la acción.,. La crónica deportiva quindiana se refirió a la situación como un robo.

### Torneo Apertura 2015
Luego del cuadrangular de ascenso, con el equipo en la Primera división, inician trabajos para enfrentar el Torneo Apertura 2015 para eso se traen a varios jugadores para completar la Plantilla, los cuales son Edwin Móvil, David Murillo, Jefferson Murillo y Franco Del Giglio; los dos primeros procedentes del Boyacá Chicó y el último del Deportivo Cali aunque venía haciendo pretemporada con el Equipo del Independiente Medellín.
La Primera Salida del equipo ‘'Motilón’' en la Liga Águila-I fue frente al Junior de Barranquilla el día 1 de febrero del presente año (2015), quedando vencedor de ese choque un gol a cero con gol de Gerardo Bedoya. A las 8 fechas que del Campeonato Colombiano, el equipo ‘moitlon’ registra 4 derrotas, 3 empates y hasta apenas una victoria y es la malla más vencida, por lo cual va en los últimos puestos de la tabla general y es penúltimo en la tabla del descenso con alto riesgo de descender nuevamente a la Categoría Primera B.
En marzo de ese mismo año se darían cambios en la plantilla del equipo ‘motilón’, la primera sería la renuncia del D.T. Vallecaucano José Alberto Suárez junto con su A.T. y preparador físico debido a los malos resultados en los primeros nueve partidos de la Liga Águila, al ver esto se decide contratar a Carlos Marcelo Fuentes, argentino de 54 años como nuevo entrenador del equipo, después el 17 de marzo se dio a conocer la renuncia de dos jugadores que habían sido refuerzos para este mismo año, el argentino Franco Sosa y el paraguayo Marcos Antonio Lazaga deciden renunciar al equipo, el primero por temas familiares y el segundo por problemas deportivos.
En lo recorrido de este primer semestre, el equipo en las 20 fechas del campeonato; solo pudo sumar 15 puntos de 60 posibles, sumando dos victoria, nueve empates y nueve derrotas; quedando así en el décimo octavo lugar de la Tabla de clasificación y penúltimo en la tabla del descenso con 84 puntos. Tuvo un desempeño del 25% donde convirtió 16 goles y le hicieron 33 con una diferencia de -17. A lo largo de este semestre tuvo tres directores técnicos, siendo uno de ellos técnico encargado en tres partidos, es esta la segunda peor campaña del equipo en todo su historial.
Además en temas deportivos y financieros el equipo esta en un bajo nivel, desde hace varios años el equipo administrativamente ha tenido una pobre presentación, debe una cantidad de casi 16 mil millones de pesos que llegando a acuerdos con la Superintendencia de Sociedades debe pagarlos hasta el año 2019, el equipo juega en esta temporada sin Patrocinadores contando solamente con el pobre respaldo de la Alcaldía de Cúcuta y la Gobernación de Norte de Santander.

### Torneo Finalización 2015
Desde 11 de mayo de 2015, se empieza a reconstruir un nuevo equipo. En primer lugar, se conoce la destitución de Carlos Marcelo Fuentes como director técnico del club debido a sus pésimos resultados con el equipo, con el también se va su cuerpo técnico. Después, se da el nombramiento de Flabio Torres como el nuevo estratega ‘motilon’ para el segundo semestre de este mismo año.
Para afontar el Torneo Finalización 2015, el equipo cambia la mayoría de su nómina, Michael Etulain, Daniel Murrillo, Franco del Giglio, Cristian Canga, Wilder Mosquera, Luis Vergara, Gerardo Bedoya, Edwards Giménez, José D. Lloreda, Alexis Ossa, Mauricio Marin y Eduar Caicedo son los jugadores que no siguen el equipo, algunos no llegaron a un acuerdo con el club y otros no renovaron su contrato. Mientras que Germán Centurión, Jhon Jairo Montaño, Jarlin Quintero, Marlon de Jesús, Gustavo Bolívar, Miguel Vargas, Martín Morel, Jhon Fredy Hurtado, Estefano Arango, Elkin Calle, Luis Delgado, Iván Rivas y Cristian Dajome son las caras nuevas para afrontar la Liga Águila ll y que junto a los jugadores que se quedaron, conformarán la nueva nómina del equipo ‘motilón’. Cabe recordar que el jugador Martín Morel vuelve de una lesión (rompimiento de ligamentos) que lo dejó aislado del fútbol profesional por más de siete meses.
Con solo dos meses de haber comenzado una nueva etapa el equipo ‘motilón’, empezaría el caos a nivel futbolístico y administrativo, en 10 partidos, el equipo solo logra conseguir 5 de 33 puntos posibles, a mitad de campeonato marcha último en la tabla de clasificación y último en la tabla de descenso, siendo la última la más preocupante debido a que el equipo podría volver a caer a la segunda división, a esto se le suma la renuncia de Flabio Torres como director técnico y es reemplazado por Carlos Quintero.
El domingo 18 de octubre de 2015 pierde 0-1 ante el Once Caldas en el estadio Palogrande de Manizales y se confirma el paso a la categoría Primera B del fútbol colombiano por cuarta ocasión.

### Torneo de Ascenso

#### 2016
Debido a la mala relación entre el presidente del club y el nuevo Alcalde de la ciudad de Cúcuta, el mayor accionista del equipo toma la decisión de buscarle una nueva plaza al equipo, decisión que a los hinchas motilones les disgustó. Para encontrar una solución a este problema, la Dimayor hace reunir a las dos partes en varias reuniones. En la última reunión, se logra que el equipo siga jugando en la ciudad de Cúcuta.
El 10 de enero de 2016 se confirma a Miguel Augusto Prince como nuevo director técnico y se espera que el 14 del mismo mes se empiece con la pretemporada y se tenga a ciertos jugadores ya listos.
El 14 de enero de 2016, empieza la «era prince» con 20 jugadores donde en su totalidad son jugadores juveniles, de la base anterior continúan Miguel Vargas, Sergio Avellaneda, Darwin Carrero, John García, Jonathan Palacios y Argenis Alba, entre los más conocidos, se espera que lleguen cinco canteranos del equipo y tres jugadores del Deportivo Cali. En el primer día de trabajos se presentaron los siguientes jugadores entre juveniles y profesionales los cuales son: Miguel Vargas, Sergio Avellaneda, John García, Darwin Carrero, Jonathan Palacios, Kener Rey, Argenis Alba, Jefferson Solano, Óscar Caicedo, Gerson Góngora, Junior Rangel, Diego Silva, Sergio Valenzuela, Juan Pablo Abreo, Sebastián Martínez, Andrés Felipe Martínez, James Castro, Arley Bonilla, José Ramírez y Luis Fernando Muriel.
El equipo en su totalidad hizo la pretemporada en la ciudad de Mérida en Venezuela con 29 jugadores, allí el D.T. ensayó varios esquemas y experimentó la condición de diferentes jugadores la mayoría juveniles. A la medida que fueron pasando los días el equipo fue incorporando nuevos jugadores, los cuales son el arquero Diego Martínez, los defensores Hugo Soto, Elkin Mosquera, Víctor Asprilla, José Ramírez, Mauricio Duarte, Jhonathan Pérez y Carlos Gallego, los volantes Nicolás Palacios, James Castro, Diego Chica, Brayan Lucumí y Leandro Gracián, los delanteros Roberto Nanni y José Lloreda. En cierto momento sonó el rumor del regreso de Blas Pérez al equipo motilon pero al final no se llegó a un acuerdo lo cual hizo imposible este anhelo regreso. Los más destacados refuerzos son los argentinos Leandro Gracián y Roberto Nanni que llegaron procedente del fútbol argentino.
En su primera fase de la Primera B 2016 el equipo hace un buen primer semestre, ubicándose en el quinto lugar de la tabla con 24 puntos, producto de siete victorias, tres empates y seis derrotas donde anotó 21 goles y recibió 17 para una diferencia favorable de +4. El equipo contó con el goleador del Torneo, siendo José D. Lloreda con 10 anotaciones además el equipo salió invicto en su estadio, ganó 6 y empató en dos ocasiones. En la Copa Colombia, el equipo en su grupo C quedó primero con 11 puntos producto de tres victorias, dos empates y solo una derrota logrando así el pase a la siguiente fase que por medio de sorteo su rival fue La Equidad, empezando la llave de visitante y terminando de local.
El mal desempeño del equipo de fútbol Cúcuta Deportivo, el cual generó su salida del torneo de la segunda división, en la última fecha de la fase regular, terminó por colmar no solo la paciencia de los aficionados del equipo rojinegro, sino también las de autoridades gubernamentales de la ciudad y Norte de Santander, que tomaron la decisión de no prestarle más el estadio General Santander a los propietarios del club.
El gobernador, William Villamizar Laguado, señaló que junto con el alcalde de la ciudad de Cúcuta, César Rojas Ayala, se tomó la determinación de cerrar las puertas del escenario deportivo a los dueños del equipo, que incumplieron con ofrecer un «onceno competitivo».
«No vamos a permitir que los dueños del Cúcuta continúen utilizando el nombre de la institución solo para beneficiarse, y no sacando un equipo competitivo que realmente haga quedar bien los colores de Norte de Santander y de nuestro rojinegro», precisó el mandatario.
El Gobernador añadió que por eso, la decisión final será, una vez se haga el comunicado respectivo, que no se presta más el estadio para este equipo, y que sus propietarios lo trasladen para jugar en otra región del país.
Por otra parte, el mandatario indicó que el precio de venta del equipo que mantienen sus propietarios es de 10 millones de dólares, un valor que calificó de elevado y que dificulta que se produzca una compra.
«Nosotros vamos a hacer una gestión por otro lado, y no estamos interesados en comprar ese equipo porque no hay quien ponga los recursos para ello», dijo Villamizar Laguado.
El año pasado, José Augusto Cadena, principal accionista y presidente del Cúcuta Deportivo, pidió aval a la Dimayor para trasladar el equipo de sede argumentando la falta de apoyo por parte de los entes gubernamentales.
Sin embargo, después de que el ente regulador del fútbol profesional colombiano le diera el visto bueno a la solicitud, Cadena decidió dejarlo en la ciudad de Cúcuta, esto tras fijarse un acuerdo que fue firmado por la Gobernación, Alcaldía, la Dimayor y el club, en el que este último se comprometía con formar un equipo competitivo para el torneo de este año.

#### 2017
Luego de que las entidades gubernamentales se negaran a prestar el General Santander y tras varias visitas a diferentes estadios de Cundinamarca, dirigentes y cuerpo técnico del Cúcuta Deportivo tomaron la decisión de jugar en el municipio de Zipaquirá durante el 2017.
El Estadio Municipal Héctor El Zipa González con capacidad de 7000 espectadores alberga al conjunto ‘motilón’ para afrontar la Categoría Primera B, la Copa Colombia y para el plantel femenino su respectiva Liga Profesional de Fútbol para el presente año.
En este Primer Semestre de 2017 el equipo clasificó entre los ocho en el todos contra todos, en cuartos de final eliminó al equipo Deportivo Pereira que fue primero en casi todo el campeonato y era favorito al título, en semifinales el equipo Motilón quedó eliminado por el equipo Boyacá Chicó  equipo que había descendido en el  2016 de la Categoría Primera A.
Según lo anunció Fernando Velasco, entrenador de Cúcuta, esta nueva sede cumple con los requisitos estipulados para jugar y afrontar cada una de las competiciones. “Venimos de Zipaquirá y tuvimos la oportunidad de revisar el gramado, el escenario y su infraestructura. Creo que es una buena sede y vamos a jugar allá definitivamente. Además, tendremos como aliada a la altura y será una ventaja que nos proporcionará esa nueva condición de local”.
Al traslado del club de su ciudad de origen, se suma la citación por parte de la Superintendencia de Sociedades debido al incumplimiento en sus deberes. Situación que ha obligado a que algunos jugadores entablen demandas contra la institución deportiva por faltar en sus compromisos. “La sociedad deudora está incumpliendo la séptima cuota del acuerdo de reorganización de las acreencias laborales, incluyendo las de los señores Luis Fernando Iriarte, Edwin del Castillo, Andrés Saldarriaga, Roberto Polo y Miguel Alberto Núñez”, así lo dio a conocer el oficio por parte de la entidad de control. Debido a que el Cúcuta está en un proceso de reorganización, este no puede presentar atrasos en sus obligaciones y tampoco hacer caso omiso a las citaciones de la Superintendencia.
Debido a los malos resultados y el poco fútbol que mostraba el equipo, Fernando Velasco dejaría de ser el entrenador del equipo rojinegro, el 22 de marzo del 2017, se confirma a Flavio Robatto como su nuevo director técnico, teniendo como objetivo principal ascender al equipo a final de año.
En Copa Colombia el equipo quedó eliminado en octavos de final por Deportivo Cali.
El 9 de agosto se confirma por parte de las entidades municipales de Cúcuta y departamentales de Norte de Santander, después de varias reuniones con el máximo accionista del equipo motilón, que el Cúcuta Deportivo volvería a su ciudad natal el 27 de agosto de ese mismo año por la novena fecha frente al Bogotá F. C..
En el torneo finalización o segundo semestre de la temporada 2017 de la Primera B 2017 llega hasta semifinales y queda eliminado por Itagüí Leones.

### Retorno a Primera División para la temporada 2019
El equipo rojinegro en 2018 ha tenido una participación espectacular, ya que durante el año solo ha perdido dos partidos de 35 disputados, el 14 de noviembre de 2018, venció 2-0 al Llaneros en el  estadio General Santander, ganando el Grupo A y de paso, ascendiendo de forma directa a la primera categoría junto con el equipo Unión Magdalena, de la ciudad de Santa Marta, siendo ambos los equipos que encabezan la tabla de Reclasficación.
Esta es la segunda ocasión que el club norte santandereano ha sido ascendido por un extranjero, ya que en la temporada 1995-96 fue ascendido por el uruguayo Sergio Santín y en la temporada 2018 fue el argentino Lucas Pusineri, quien llegó en febrero del 2018 a dirigir al club santandereano, siendo esta la primera vez que el argentino dirige como técnico a un club profesional.
El conjunto fronterizo jugó la final de la Segunda División contra el Unión Magdalena, en partidos de ida y vuelta, los cuales ambos fueron ganados por el Cúcuta Deportivo. En la contienda de ida el conjunto rojo y negro, que estaba de visitante en Santa Marta, ganó con gol en los últimos 5 minutos, dando una ventaja para la vuelta, la cual remató con dos goles más en el estadio General Santander y coronándose campeón del Torneo Águila 2018.
Ya que Lucas Pusineri no siguió a cargo del equipo, fue nombrado Sebastián Ariel Méndez como director técnico para la temporada 2019.[cita requerida]
En 2019, en el torneo apertura termina 11 con 27 puntos y en el finalización octavo con 32 puntos. En los cuadrangulares es superado por Junior. Los resultados obtenidos le permitieron salvar la categoría.

### Crisis y desafiliación de la DIMAYOR
Desde su llegada al equipo, y especialmente después del ascenso en 2019, el accionista mayor y representante legal José Augusto Cadena se vio en vuelto en varias polémicas suscitadas por los malos tratos hacia la hinchada cucuteña, la falta de compromiso con las deudas contraídas con jugadores, trabajadores, patrocinadores y entes gubernamentales que ascienden a más de 13 000 000 000 (trece mil millones) de pesos, así como el incumplimiento al proceso de reorganización impuesto sobre la empresa por la Superintendencia de Sociedades del país en 2017.
Por estos motivos, el 29 de octubre de 2020 el Ministerio del Deporte le revocó al equipo el reconocimiento deportivo, y el 11 de noviembre la Superintendencia ordenó la liquidación judicial de la empresa, relegando a Cadena del manejo administrativo y asignando un gerente liquidador para sanear las deudas del equipo. Así mismo, y a pesar de que en días anteriores la mayoría de equipos miembros de la DIMAYOR estaban de acuerdo con apoyar financieramente al equipo, esta entidad finalmente decidiría a favor de la desafiliación del Cúcuta Deportivo de su junta cinco días después de la declaración judicial de la Superintendencia.
Con esta situación, el equipo no participaría en torneos oficiales de ningún tipo por más de 19 meses, periodo en el que suscitarían diferentes iniciativas civiles y políticas para recuperar al equipo de la inhabilidad y de las deudas más urgentes.

### Retorno al fútbol profesional colombiano

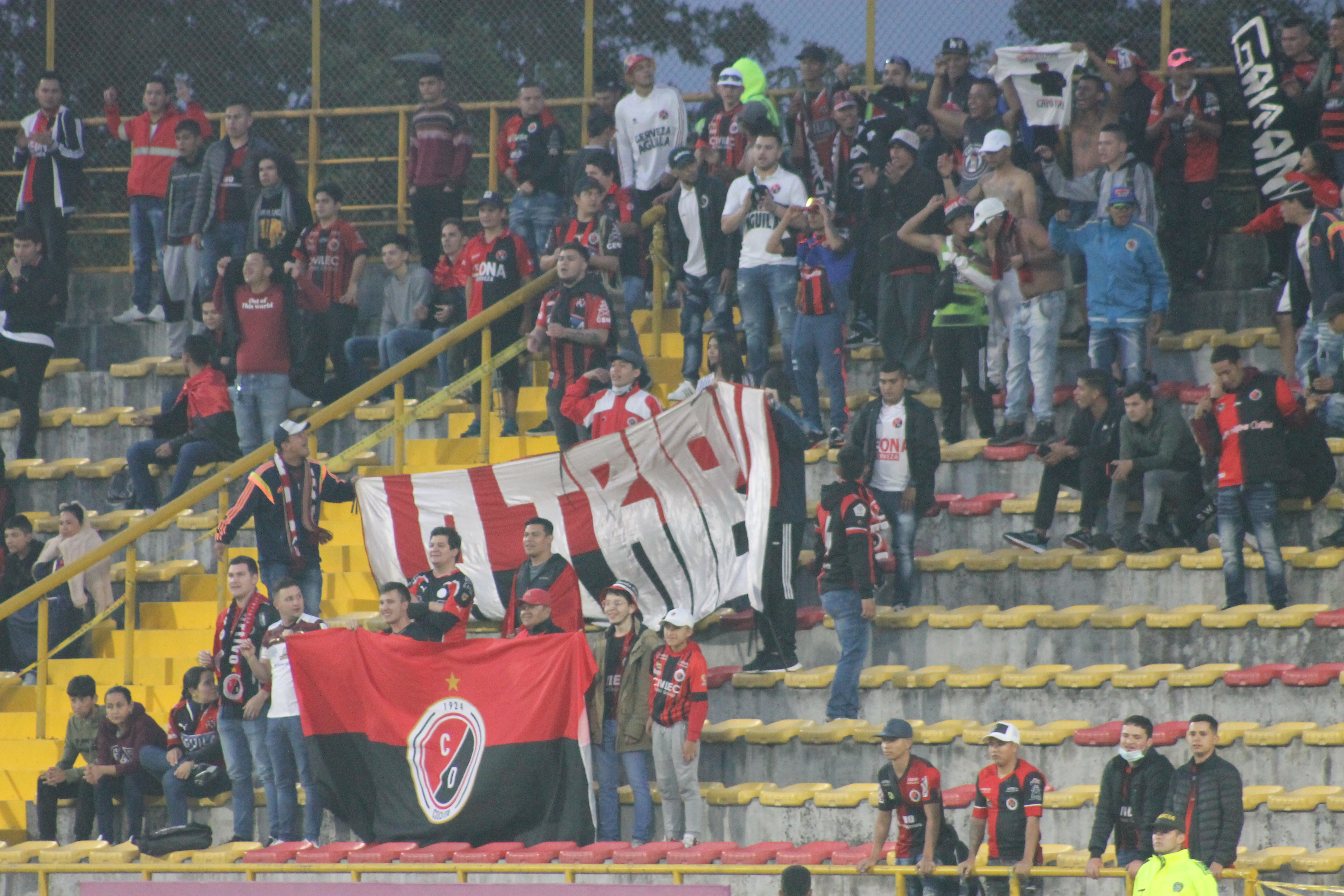
Hinchas del Cúcuta Deportivo en Bogotá en 2023.

En abril de 2022, la asamblea extraordinaria de la DIMAYOR determinó la re-afiliación del equipo desde la segunda temporada de la segunda división del 2022, luego de que el Ministerio le restableciera el reconocimiento deportivo y la Superintendencia de Sociedades aprobara un acuerdo de reorganización junto con el nuevo representante legal del equipo, Eduardo Silva Meluk y los acreedores del equipo, en donde se dejó en claro que José Augusto Cadena no podrá volver a tomar parte de la administración del equipo.
Con el restablecimiento de su condición deportiva, el Cúcuta Deportivo retornó oficialmente al fútbol profesional el 10 de julio del mismo año contra Boca Juniors de Cali en el estadio General Santander, con una asistencia de más de 20 mil personas, y un marcador de 2-1 en contra. Finalizaría el torneo finalización de ese año en el puesto 11 con 22 puntos.

### 2023
El 2023 fue un año destacado para el equipo. Empezaría el año con una victoria 1-0 en condición de local frente a Orsomarso y finalizaría el torneo apertura tercero con 28 puntos. En cuadrangulares terminaría en el puesto 2 con los mismos puntos que Patriotas, el cual lo superaría por haber finalizado en mejor lugar la fase todos contra todos.
En el torneo finalización volvería a quedar en el puesto 3 con 27 puntos. En cuadrangulares finalizaría en el primer puesto con 13 puntos, clasificando a la final donde se enfrentaría a Fortaleza. El partido de ida se jugó el 14 de noviembre en el Estadio General Santander, donde el Cúcuta se iría en ventaja por 1-0. En la vuelta, disputada el 17 de noviembre en el Estadio Metropolitano de Techo, Fortaleza lograría dar vuelta la serie, dejando un resultado global de 2-1 a su favor y eliminando al Cúcuta de toda posibilidad de ascender.
Aparte del torneo de ascenso, el Cucuta Deportivo disputaría la Copa Betplay, donde haría una destacada actuación llegando hasta semifinales, donde sería eliminado por Millonarios.

## Símbolos

### Escudo
| Evolución del escudo | Evolución del escudo | Evolución del escudo |
| 1924 - 2015          | 2015 - 2022          | 2022 - Act           |
| -------------------- | -------------------- | -------------------- |
|                      |                      |                      |

Desde el comienzo del equipo en 1924, el escudo del Cúcuta Deportivo siempre ha tenido el tradicional diseño del Yin y yang rojinegro, aunque en el año 2006 el Cúcuta cambió su escudo con un diseño totalmente diferente al tradicional. Este escudo fue hecho con el motivo de reorganización del club y porque ahora el escudo tendría la nueva estrella, que duró con el equipo hasta el año 2008 donde regresa a su tradicional escudo rojinegro ya con la estrella.
Desde el 2009 hasta el 2015 el equipo motilón había tenido este escudo, ha representado al Cúcuta Deportivo en su camiseta ya con varios patrocinadores pero sin duda es el gran emblema del equipo.
En el año 2015 el equipo decide cambiar su escudo. La diferencia es que el nuevo, en vez de una línea curvada que separa la letra C de la D, presenta una línea recta.

### Mascota
La mascota del Cúcuta Deportivo es el indio motilón, personaje que fue inspirado en la población indígena que habitó gran parte de las regiones del departamento de Norte de Santander durante la época de la conquista, y que actualmente habitan la Serranía de los Motilones, en la cuenca del río Catatumbo. Ya por varios años se dio a conocer este gran personaje que acompaña al equipo cuando juega de local o visitante y ha sido un emblema para el club fronterizo. Tiene un colorido traje que combina los colores tradicionales del equipo: (rojo y negro, además del blanco), con varias plumas y unas alas que mueve durante los partidos, en sus manos lleva la bandera de la ciudad de Cúcuta o en ocasiones la bandera de Norte de Santander.

## Indumentaria
| Primer uniforme | (Ver evolución) | Uniforme actual |

## Estadio

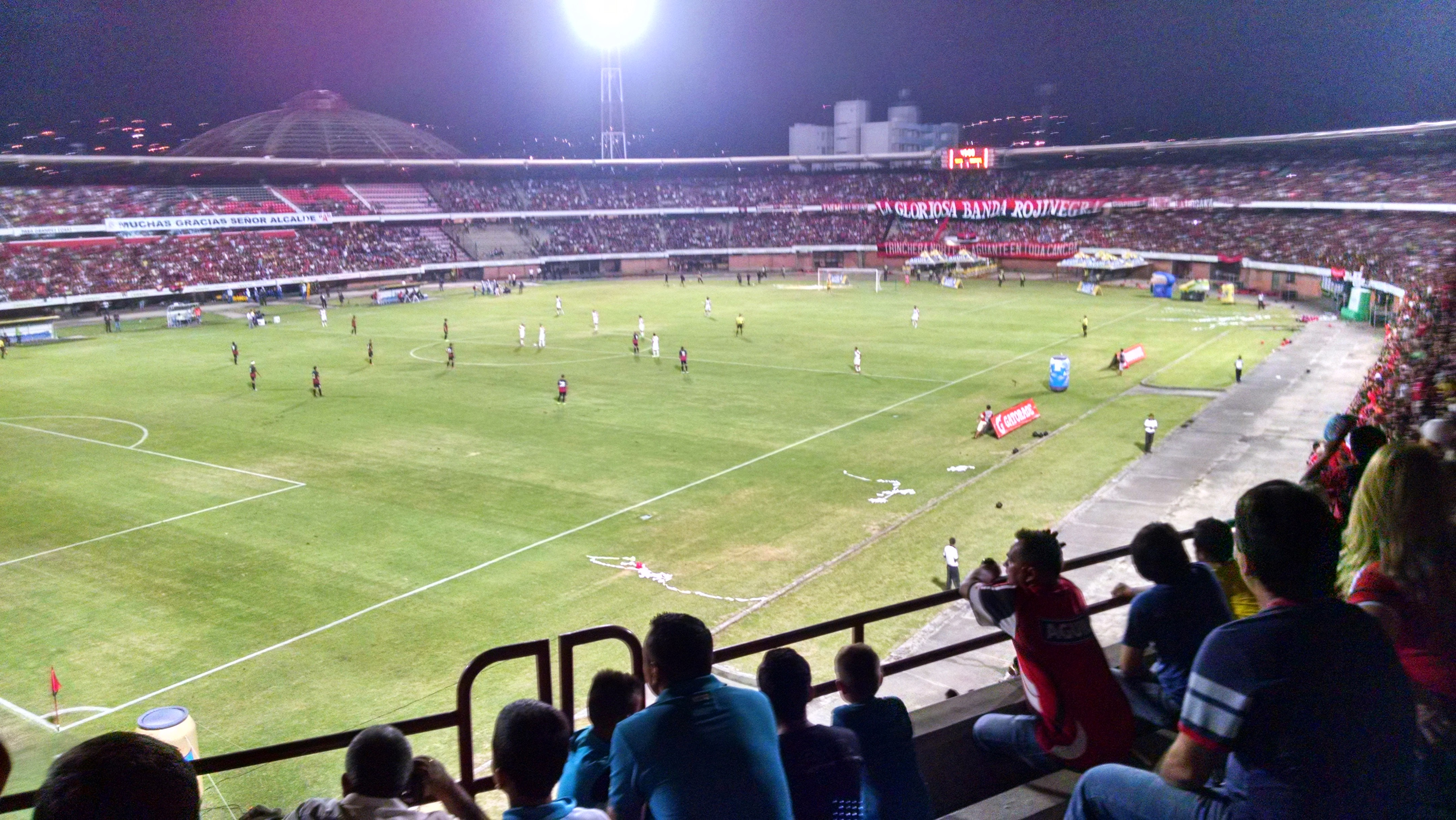
Primer partido del 2015, jugando nuevamente en la Primera A.

El Estadio General Santander lleva su nombre en honor a Francisco de Paula Santander, prócer de la Independencia de Colombia. El escenario deportivo fue construido un año antes de que el equipo asumiera el profesionalismo, en 1948. La inauguración del estadio fue uno de los programas del Centenario de la muerte del General Santander el 6 de mayo de 1940. Se estrenó el 8 de mayo del mismo año con un espléndido desfile de los establecimientos de educación vestidos con atuendos originales y desfiles de deportivos.
En el 2007 el entonces Alcalde de Cúcuta Ramiro Suárez Corzo, realizó las inversiones necesarias para ampliar la capacidad del estadio de 21.025 a 42.000 espectadores, además se le construyeron 22 cabinas para radio y televisión, salas de conferencias, oficinas, cafeterías, ascensor para discapacitados y 40 palcos VIP. Además el mejor partido del Cúcuta Deportivo fue contra Boca Juniors ganando los 'motilones' 3 a 1 el partido de ida con lleno en el escenario deportivo.
Durante el primer semestre de 2017 el estadio que acogió los juegos de local del equipo fue el Estadio Municipal Héctor El Zipa González de Zipaquirá, debido a diferencias de las directivas del equipo, encabezadas por José Augusto Cadena, con las administraciones municipal y departamental. El club regresó a su sede original en agosto del mismo año.
En 2020, el Cúcuta Deportivo jugó en el Estadio Centenario en Armenia.

## Clásico del Oriente

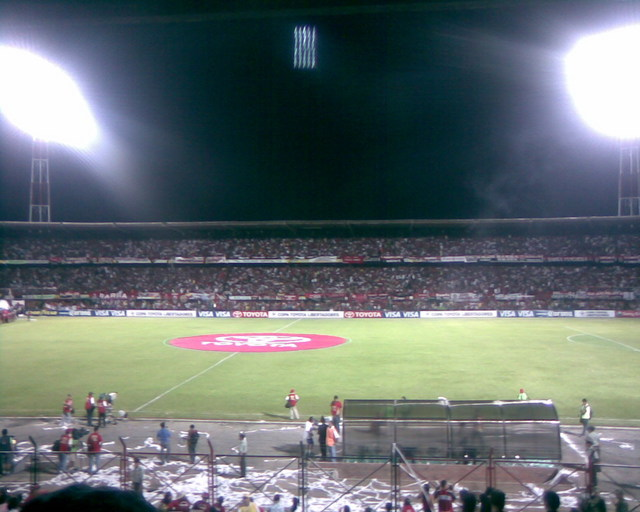
Estadio General Santander

El Atlético Bucaramanga y el Cúcuta Deportivo disputan el llamado Clásico del oriente colombiano o clásico del Gran Santander. El primer encuentro se jugó en el estadio Alfonso López el 2 de abril de 1950 con resultado 1-0 a favor del Cúcuta Deportivo y Luis Alberto Miloc fue el anotador del primer gol en la historia de los clásicos. Desde entonces el encuentro se ha disputado en 202 oportunidades con 64 victorias del Atlético Bucaramanga, 64 empates y 74 victorias para el Cúcuta Deportivo, con algunas interrupciones en los años de 1954, 1955, 1971 (Bucaramanga no participó en el torneo), segundo semestre de 1973 (Cúcuta no participó en el torneo) 1995 (Bucaramanga estuvo en la Primera B el primer semestre del año y Cúcuta en el segundo), 1998, 1999, 2000, 2002, 2003, 2004 y 2005, años en los que el rojinegro volvió a jugar en la categoría Primera B. El último encuentro disputado fue el 1 de marzo de 2020 por la Primera A en el Estadio General Santander, el cual terminó con victoria leoparda (1-0). 
Se han enfrentado en la Categoría Primera A, en la Primera B 2014 y en Copa Colombia.
Se han marcado hasta el momento 521 goles de los cuales el Atlético Bucaramanga ha marcado 254 anotaciones y el Cúcuta Deportivo ha marcado 267.
Si bien el balance favorece al Cúcuta Deportivo, el 20 de diciembre de 2001 en el estadio Pedro de Heredia de Cartagena el Atlético Bucaramanga ganó el clásico más importante de todos los tiempos, al vencer a su rival por penales 5-3 luego de terminar igualados al final de los 90 minutos 0-0. Al final de ese encuentro, Atlético Bucaramanga continuó en la Primera A y Cúcuta Deportivo se resignó a permanecer en la Primera B, en un evento inédito en la historia del fútbol profesional colombiano, pues fue la primera vez en que dos rivales de clásico regional disputaron directamente la posibilidad de evitar el descenso en este caso el equipo canario y de ascender el equipo motilon,ese año la dimayor decidió aumentar de 16 a 18 equipos la Categoría Primera A para 2002 realizó un triangular de Ascenso entre los equipos Unión Magdalena, Atlético Bucaramanga y Cúcuta Deportivo.
A comienzos de 2015 el Cúcuta Deportivo tuvo una revancha de lo sucedido en Cartagena en el 2001 en los cuadrangulares de Ascenso en la ciudad de Bogotá que realizó la dimayor para aumentar de 18 a 20 equipos la Categoría Primera A ya que fue primero de su grupo superando a los equipos Deportes Quindío, Atlético Bucaramanga y Real Cartagena y le ganó con marcador de 2-0 en su segundo partido el 17 de enero al Atlético Bucaramanga con ese resultado lo dejó eliminado de toda posibilidad de regresar en ese momento a la Categoría Primera A.
La mayor goleada a favor del Atlético Bucaramanga en el Alfonso López ocurrió el 24 de julio de 1960, 6-0 (marcaron José Giarrizo en 4 ocasiones y José Américo Montanini en 2), mientras que la mayor goleada ocurrida en el General Santander a favor del «Leopardo» fue el 26 de mayo de 1960 por 5-1 (marcaron Abraham González y Américo Montanini en 2 oportunidades y Marcos Coll en una). La mayor goleada a favor del Cúcuta Deportivo fue 8-1 en el General Santander el 17 de junio de 1973, que ha sido hasta el momento la mayor goleada en la historia del clásico, (marcaron Nelson Silva Pacheco en 5 oportunidades, Iroldo Rodríguez, Carlos Obando y Néstor Manfredi en una), mientras que la mayor goleada ocurrida en el Alfonso López a favor de los «Motilones» fue en 1963 por 3-0 (marcaron Iroldo Rodríguez en 2 oportunidades y Carlos Obando en una).

## Área social
El Cúcuta Deportivo destaca por la apasionada dedicación de sus seguidores, un fenómeno cultural expresado notablemente a través de sus barras organizadas, especialmente "La Banda del Indio" y "La Gloriosa Banda Rojinegra". Estas barras han tejido una compleja red de pasión y lealtad que trasciende el ámbito puramente deportivo.

### Barras organizadas
La Banda del Indio, conocida también por sus siglas "LBI", es la barra característica más grande que tiene el club, siendo además considerada una de las más grandes del país. Como expresión tangible de la identidad de Cúcuta, la barra incorpora elementos culturales indígenas en su manifestación. Desde su nombre, un tributo a la rica herencia indígena local, hasta la integración de símbolos visuales y tradiciones durante los eventos de fútbol, este grupo de aficionados va más allá del simple apoyo, convirtiéndose en un vehículo para las raíces culturales y la representación simbólica.
Por otro lado, La Gloriosa Banda Rojinegra se destaca por su devoción incondicional al club. Meticuloso en su organización, este grupo de hinchas ha elevado la experiencia del aficionado a través de coreografías elaboradas y cánticos que resuenan fervorosamente en el estadio. Más que seguidores, son guardianes de la tradición y embajadores de una lealtad inquebrantable al equipo.
En la confluencia de ambas barras, el Cúcuta Deportivo no solo se beneficia del apoyo inquebrantable en los estadios, sino que también presencia la creación de una rica narrativa sociocultural, donde el fútbol se convierte en un catalizador de la identidad y cohesión comunitaria. La intersección entre la pasión deportiva y la expresión cultural se manifiesta de manera inequívoca en cada encuentro, consolidando al club no solo como un equipo de fútbol, sino como una expresión vibrante de la riqueza sociocultural de la región.

## Datos del club
- Puesto histórico: 13°
- Temporadas en 1.ª: 67 (1950-1953, 1955-1995, 1996/97, 2006-2013, 2015, 2019-2020)
- Temporadas en 2.ª: 15 (1995-96, 1997-2005, 2014, 2016-2018, 2022-)
- Mayor goleada conseguida:
  - 8-1 al Atlético Bucaramanga el 17 de junio de 1973.
  - 6-1 al América de Cali el 6 de mayo de 1956.
  - 5-1 al Boyacá Chicó el 30 de septiembre de 2007.[195][196]
  - 4-0 al Atlético Huila el 3 de junio de 2007.[197]
  - 4-0 a Jaguares de Córdoba el 29 de septiembre de 2015.[198]
  - 4-1 a  Santa Fe el 21 de octubre de 2007.[199]
  - 4-1 a Once Caldas el 4 de febrero de 2007.[200][201]
- Mayor goleada encajada:
  - 9-0 ante América de Cali el 29 de agosto de 1990.[202]
  - 0-5 ante Deportes Tolima el 13 de octubre de 2012.[203]
  - 5-0 ante Once Caldas el 19 de noviembre de 2011.[204]
  - 1-5 ante Junior el 21 de agosto de 2013.[205]
  - 5-2 ante Boyacá Chicó el 14 de abril de 2012.[206]
  - 1-4 ante Deportivo Cali el 22 de septiembre de 2019.[207]
- Mayor goleada conseguida en un partido internacional:
  - 3-1 al Boca Juniors en la Copa Libertadores de 2007.
  - 5-1 al Toluca de México en la Copa Libertadores de 2007.
- Mayor goleada encajada en un partido internacional:
  - 3-0 ante Boca Juniors en la Copa Libertadores de 2007.
- Mejor puesto en la liga: 1° (1 Vez) (2006-II).
- Peor puesto en la liga: 18° y 20° (4 Veces) (2008-II, 2011-II, 2012-I, 2020).
- Máximo goleador: Omar Verdún (168).
- Más partidos disputados: Omar Verdún (159).
- Participación internacional:
  - Copa Libertadores (2):
    - Semifinal: 2007.
    - Octavos de final: 2008.
- Datos curiosos:
  - Aunque el Cúcuta Deportivo es un equipo que posee pocos títulos, y en Colombia los títulos que más valen son las ligas, mientras que el Cúcuta solo tiene una; ¿Por qué al Cúcuta Deportivo le dicen «el doblemente glorioso»? Bueno toda esta historia empezó en los años del fútbol colombiano denominado «el dorado», en estos años el Deportivo Cali era el súper equipo, ganó tres años consecutivos el campeonato de fútbol colombiano por el cual recibió el nombre de «el equipo glorioso», en esos años en los que el Deportivo Cali ganaba todo. Después apareció el Cúcuta Deportivo ganándole al Cali en su estadio y luego ganando en el General Santander. Por esas dos victorias tan importantes del Cúcuta Deportivo, se le otorgó el apodo que todos conocen actualmente.[208]
  - El Cúcuta Deportivo es el único equipo colombiano que ha logrado eliminar a un equipo mexicano de la Copa Libertadores; eliminando al Toluca y a las Chivas de Guadalajara.[209][210]
  - El Cúcuta Deportivo es el único equipo colombiano que ha jugado de local en un estadio de otro país lleno en su totalidad por sus hinchas; esto ocurrió en el estadio Pueblo Nuevo del Deportivo Táchira de San Cristóbal, Venezuela cuando se enfrentaban Cúcuta Deportivo y Atlético Nacional.[211] el  Domingo 5 de febrero de 2006 en la fecha 1 del Torneo Apertura.[212]
  - La hinchada del Cúcuta Deportivo «La Banda del Indio» es la única barra brava del mundo que se las ingenió para burlar la seguridad de su estadio, el estadio General Santander y se atrevió a meter un ataúd con el cuerpo sin vida de un hincha en pleno partido de la liga. Esto ocurrió en el Torneo Apertura 2011 mientras se enfrentaba el Cúcuta Deportivo contra el Envigado F. C..

### Trayectoria histórica

#### Participaciones internacionales
En negrita se muestran las ediciones en las que el club tuvo su mejor participación.
| Competición           | Ediciones   |
| --------------------- | ----------- |
| Copa Libertadores (2) | 2007, 2008. |

## Entrenadores

### Listado de entrenadores
- Desde el año 2004

| #  | Nombre                  | Periodo     |
| -- | ----------------------- | ----------- |
| 1  | Carlos Mario Hoyos      | 2004        |
| 2  | Eduardo Julián Retat    | 2004        |
| 3  | Álvaro de Jesús Gómez   | 2005        |
| 4  | Jorge Luis Pinto        | 2006        |
| 5  | Jorge Luis Bernal       | 2007        |
| 6  | Pedro Sarmiento         | 2008        |
| 7  | Aníbal Ruiz             | 2008        |
| -- | Jorge Luis Pinto        | 2009        |
| 8  | Néstor Otero            | 2010        |
| 9  | Nene Díaz               | 2010 - 2011 |
| 10 | Jaime de La Pava        | 2011        |
| -- | Nene Díaz               | 2012        |
| 11 | Oscar Héctor Quintabani | 2012        |
| 12 | Einar Angulo            | 2012        |
| 13 | Guillermo Sanguinetti   | 2013        |
| 14 | Álvaro Aponte           | 2013        |
| 15 | Henry Vanegas           | 2013        |
| 16 | Héctor Estrada Cano     | 2014        |
| 17 | Alberto Suárez          | 2014 - 2015 |
| 18 | Marcelo Fuentes         | 2015        |
| 19 | Flabio Torres           | 2015        |
| 20 | Miguel Augusto Prince   | 2016        |

| #  | Nombre                | Periodo     |
| -- | --------------------- | ----------- |
| 21 | Fernando Velasco      | 2016 - 2017 |
| 22 | Flavio Robatto        | 2017        |
| 23 | Lucas Pusineri        | 2018        |
| 24 | Sebastián Méndez      | 2019        |
| 25 | Pablo Garabello       | 2019        |
| -- | Guillermo Sanguinetti | 2019        |
| 26 | Jairo Patiño          | 2020        |
| 27 | Jorge Artigas         | 2020        |
| 28 | David Suárez          | 2020 - 2022 |
| 29 | Aquivaldo Mosquera    | 2022        |
| 30 | Bernardo Redín        | 2022 - 2023 |
| 31 | Rubén Tanucci         | 2023        |
| 32 | Federico Barrionuevo  | 2023 - 2024 |
| 33 | Braynner García       | 2024        |
| 34 | Álvaro Hernández      | 2024        |
| -- | Bernardo Redín        | 2024        |

### Entrenadores campeones
| # | Entrenador            | Títulos           |
| - | --------------------- | ----------------- |
| 1 | Sergio Santín         | Primera B 1995-96 |
| 2 | Álvaro de Jesús Gómez | Primera B 2005    |
| 3 | Jorge Luis Pinto      | Primera A 2006    |
| 4 | Lucas Pusineri        | Primera B 2018    |

## Palmarés
Nota: en negrita competiciones vigentes en la actualidad.

### Torneos nacionales
| Competiciones nacionales     | Títulos              | Subcampeonatos |  |
| ---------------------------- | -------------------- | -------------- |  |
| Categoría Primera A (1/1)    | 2006-II.             | 1964.          |  |
|                              |                      |                |  |
| Categoría Primera B (3/1)    | 1995-96, 2005, 2018. | 1997.          |  |
| Finalización Primera B (0/1) |                      | 2023.          |  |

### Torneos amistosos
| Competición                                    | Títulos |
| ---------------------------------------------- | ------- |
| Torneo Inauguración Estadio Olímpico Atahualpa | 1951.   |
| Copa Internacional Feria del Sol               | 2009.   |
| Copa Natalicio del General Santander           | 2009.   |
| Copa Centenario de Norte de Santander          | 2010.   |
| Copa Alcaldía Municipio Pedro María Ureña      | 2011.   |
| Noche Amarilla                                 | 2015.   |